# Liste der Mitglieder der American Academy of Arts and Sciences/1848
Im Jahr 1848 wählte die American Academy of Arts and Sciences 12 Personen zu ihren Mitgliedern.

## Neugewählte Mitglieder
- Spencer Fullerton Baird (1823–1887)
- Henry Ingersoll Bowditch (1808–1892)
- Edward Clarke Cabot (1818–1901)
- Edouard Desor (1811–1882)
- Epes Sargent Dixwell (1807–1899)
- James Hall (1811–1898)
- Charles Jackson (1815–1871)
- John Lawrence LeConte (1825–1883)
- Joseph Leidy (1823–1891)
- Maria Mitchell (1818–1889)
- Edward Elbridge Salisbury (1814–1901)
- Jonathan Mason Warren (1811–1867)